# باشارا گریوز
باشارا گریوز (انگلیسی: Bashaara Graves؛ زادهٔ ۱۷ مارس ۱۹۹۴) بازیکن بسکتبال اهل ایالات متحده آمریکا است.